# Joshua Radin
Joshua Radin (Shaker Heights, 14 juni 1974) is een akoestische/alternatieve singer-songwriter uit Cleveland, Ohio.

## Levensloop
Radin begon op jonge leeftijd met het maken van kunst en muziek en met acteren. Hij studeerde af aan de Northwestern University in 1996. Toen vriend en acteur/filmmaker Zach Braff een demo van Radins liedje "Winter" hoorde, gebruikte hij het in zijn televisieserie Scrubs, in de aflevering "My Screw Up". Het liedje kreeg goede reacties en gaf Radin bekendheid vanwege de bekendheid van de serie. De liedjes "Today," "Closer," "Don't Look Away," en "These Photographs" werden ook in de serie gebruikt. Braff speelde triangel in "Today."
Sindsdien zijn Radins liedjes gebruikt in andere televisieseries als het FOX televisiedrama North Shore en de ABC medische dramaserie Grey's Anatomy. "Closer" verscheen in Grey's Anatomy seizoen 2, aflevering 5: "Bring the Pain,". "The Fear You Won't Fall" verscheen in seizoen 2, aflevering 22: "The Name of the Game" en het liedje "Sky" - met Ingrid Michaelson - verscheen in seizoen 4, aflevering 15: "Losing My Mind.". Zijn nummer "Star Mile" behoort tot de soundtrack van The Last Kiss. "What If You" werd gebruikt in de soundtrack van de film Catch and Release". Radins liedje "The One You Knew" is te horen in een aflevering van ABC's Eli Stone."
Radins eerste album We Were Here kwam uit in 2006. Het bestaat uit zware akoestische indie folk/pop, en is te vergelijken met Simon & Garfunkel, Elliott Smith, Damien Rice en Iron & Wine. Het nummer "Everything'll Be Alright (Will's Lullaby)" refereert aan Orkaan Katrina. Hij vertelde in liveshows dat hij het "Someone Else's Life" schreef voor zijn toenmalige vriendin en toerpartner Schuyler Fisk.

## Discografie

### Albums
| Album met eventuele hitnotering(en) in de Nederlandse Album Top 100 | Datum van verschijnen | Datum van binnenkomst | Hoogste positie | Aantal weken | Opmerkingen |
| ------------------------------------------------------------------- | --------------------- | --------------------- | --------------- | ------------ | ----------- |
| We were here                                                        | 2006                  | -                     |                 |              |             |
| Simple times                                                        | 2008                  | -                     |                 |              |             |
| The Rock and the Tide                                               | 2010                  | -                     |                 |              |             |
| Underwater                                                          | 2012                  | -                     |                 |              |             |
| Wax Wings                                                           | 2013                  | -                     |                 |              |             |
| Onward and Sideways                                                 | 2015                  | -                     |                 |              |             |

### Singles
| Single met eventuele hitnotering(en) in de Nederlandse Top 40 | Datum van verschijnen | Datum van binnenkomst | Hoogste positie | Aantal weken | Opmerkingen |
| ------------------------------------------------------------- | --------------------- | --------------------- | --------------- | ------------ | ----------- |
| Closer                                                        | 2005                  | -                     |                 |              |             |
| The fear you won't fall                                       | 2006                  | -                     |                 |              |             |
| Only you (Imogen Heap mix)                                    | 2007                  | -                     |                 |              |             |
| I'd rather be with you                                        | 2010                  | 05-06-2010            | tip2*           |              |             |
| Brand New Day                                                 | 2010                  |                       |                 |              |             |

| Single met hitnotering(en) in de Vlaamse Ultratop 50 | Datum van verschijnen | Datum van binnenkomst | Hoogste positie | Aantal weken | Opmerkingen |
| ---------------------------------------------------- | --------------------- | --------------------- | --------------- | ------------ | ----------- |
| I'd rather be with you                               | 2010                  | 15-05-2010            | tip9            | -            |             |

### Ep's
- First Between 3rd & 4th (2004)
- Live Session (Exclusief voor iTunes) (2006)
- Unclear Sky (Exclusief voor iTunes) (2008)

## Video's
Radins eerste clip – voor het liedje Closer – is geregisseerd door Zach Braff en kon bekeken worden op zijn website.